# Lovre Kalinić
Lovre Kalinić (Split, Croacia, 3 de abril de 1990) es un futbolista croata que juega en la posición de portero en el H. N. K. Hajduk Split de la Primera Liga de Croacia. Ha sido internacional absoluto con la selección de su país.

## Trayectoria
A pesar de que el jugador ha sido formado en la cantera del H. N. K. Hajduk Split, ha sido transferido de préstamo a varios equipos.

### HK Junak Sinj
En la temporada 2008-09 fue cedido al HK Junak Sinj de la 2.ª HNL de Croacia, con el entrenador Bosco Anic. Al fin de la temporada, fue devuelto al Hajduk Split.

### JK Novalja
Para la temporada 2009-10 fue traspasado de préstamo al JK Novalja. Regresó al Hajnuk al finalizar la temporada

### Karlovac 1919
Fue transferido de nuevo, esta vez al Karlovac 1919, con el entrenador Velimir Zajec, por el precio de 300 mil €.

### Gante
Fue transferido al K. A. A. Gante de la Primera División de Bélgica el 17 de diciembre de 2016 por 3,1 millones de €. Fue nombrado el mejor portero de la primera división en la temporada 2016-17.

### Aston Villa
El 21 de diciembre de 2018 fichó por el Aston Villa F. C. inglés.

### Cesiones
El 20 de enero de 2020 el conjunto inglés hizo oficial su cesión hasta final de temporada al Toulouse F. C.
En enero de 2021 regresó al H. N. K. Hajduk Split para jugar a préstamo lo que restaba de curso. En julio de ese mismo año regresó al club a través de una nueva cesión para toda la campaña, y una vez esta terminó se acabó quedando tras desvincularse del Aston Villa.

## Selección nacional

### Absoluta
Ha sido internacional con la selección de Croacia en 19 ocasiones.
El 4 de junio de 2018, el seleccionador Zlatko Dalić lo incluyó en la lista de 23 para el Mundial.
Fue el arquero suplente de Croacia en el Mundial y jugó un partido de la fase de grupos, participando así del histórico subcampeonato conseguido por su selección.

### Participaciones en Copas del Mundo
| Mundial                        | Sede  | Resultado  |
| ------------------------------ | ----- | ---------- |
| Copa Mundial de Fútbol de 2018 | Rusia | Subcampeón |

## Clubes
| Club                             | País       | Año       |
| -------------------------------- | ---------- | --------- |
| H. N. K. Hajduk Split (préstamo) | Croacia    | 2009-2017 |
| N. K. Junak Sinj (préstamo)      | Croacia    | 2009      |
| N. K. Novalja (préstamo)         | Croacia    | 2009-2010 |
| N. K. Karlovac (préstamo)        | Croacia    | 2012      |
| K. A. A. Gante                   | Bélgica    | 2017-2019 |
| Aston Villa F. C.                | Inglaterra | 2019-2022 |
| Toulouse F. C. (préstamo)        | Francia    | 2020      |
| H. N. K. Hajduk Split (préstamo) | Croacia    | 2021-2022 |
| H. N. K. Hajduk Split            | Croacia    | 2022-     |

## Palmarés

### Títulos nacionales
| Título          | Club                  | País    | Año  |
| --------------- | --------------------- | ------- | ---- |
| Copa de Croacia | H. N. K. Hajduk Split | Croacia | 2013 |
| Copa de Croacia | H. N. K. Hajduk Split | Croacia | 2022 |
| Copa de Croacia | H. N. K. Hajduk Split | Croacia | 2023 |